# Platythrips
Platythrips är ett släkte av insekter som beskrevs av Jindřich Uzel 1895. Platythrips ingår i familjen smaltripsar.
Släktet innehåller bara arten Platythrips tunicatus.